# Billy Carter
William Alton "Billy" Carter, född 29 mars 1937 i Plains, Georgia, död 25 september 1988 på samma plats, var yngre bror till USA:s president Jimmy Carter. Efter att i sin ungdom ha varit amerikansk marinsoldat började Billy Carter arbeta med sin bror inom jordnötsbranschen. Under slutet av 1970-talet var Billy Carter frontfigur för det nylanserade ölet Billy Beer, men försäljningen gick dåligt.